# Dalkurd FF
Dalkurd Fotbollförening är en svensk fotbollsförening, ursprungligen från Borlänge men sedan 2018 lokaliserad i Uppsala. Klubben bildades av kurder den 26 september 2004 och spelade sin första seriematch säsongen 2005 i Division 6. Klubben klättrade upp i seriesystemet från Division 6 till Division 1 på fem säsonger och till Allsvenskan på tretton säsonger. Fotbollsföreningen är medlem i Upplands Fotbollförbund. 
Dalkurds hemmaarena fram till och med 2017 var Domnarvsvallen i Borlänge. Därefter spelades under två år hemmamatcherna i Gävle på Gavlevallen, och sedan 2020 i Uppsala (Studenternas IP t.o.m. 2023, därefter Lötens IP). Flytten från Borlänge var kontroversiell och ledde till att Svenska Fotbollförbundet införde en ny regel om straff för klubbar som flyttar över distriktsgränser, med start 1 april 2018.
Klubben har inför säsongen 2025 kämpat med konkurshotande miljonskulder och utslöts från spel i Division 4 av Upplands Fotbollförbund. I mars 2025 meddelade Dalkurd att man sätter all verksamhet på paus och inte medverkar i något seriespel 2025.
Klubbens officiella supporterklubb är Roj Fans som bildades av supportrar från Västerås år 2010. 
Dalkurd innehar rekordet för sämst publiksnitt någonsin i både Allsvenskan och Superettan, de två högsta serierna i Sverige. Vid avancemanget till Allsvenskan hade föreningen dock 1,5 miljoner globala följare på Facebook (över en miljon fler än AIK, tvåa i Sverige på den listan), och för kurdisk befolkning hade föreningen blivit som ett landslag.

## Historia
Klubben grundades ursprungligen i Borlänge utifrån ett socialt projekt finansierat av IK Brage för att erbjuda sysselsättning åt ungdomar, och den första säsongen hade laget en snittålder på under 17 år. Från och med debutåret vann Dalkurd sin serie varje säsong fram till sin första säsong i Division 1 år 2010.
2008 blev Dalkurd framröstad till Sveriges bästa lag bland 276 lag i Allsvenskan till Division 3. [källa behövs]Dalkurd deltog som prisutdelare på Svenska Idrottsgalan år 2010 och hyllades med ett tv-reportage som sågs av miljontals tv-tittare. Klubbens framgångssaga har nått en bred befolkning i stora delar av Europa. Klubben kontaktas ofta av spelare från andra europeiska länder som England, Frankrike, Tyskland, Danmark och Norge. Dalkurd har vunnit en kurdisk fotbollsturnering i Tyskland, fått turkiska fans och medverkat i en timmes långt tv-program som sändes över hela världen.[källa behövs]
Under de första fyra säsongerna vann klubben 68 av 75 matcher och hade en positiv målskillnad på 421 mål. Under den tredje säsongen i division 4 slog klubben rekord genom att göra 126 mål på 22 matcher. Ungefär hälften av spelarna i klubben 2008 var kurder från provinsen Mardin i Turkiet.
Dalkurd FF har uppmärksammats av kurdiska organisationer runt omkring i världen. Fotbollsföreningen har deltagit i kurdiska tevesändningar i Europa och föreningen utsågs till "Årets kurd" i Sverige 2008 av KRG.
Föreningens dåvarande ordförande, Ramazan Kizil, (numera hedersordförande & grundare) arresterades våren 2009 i Turkiet för att ha hållit ett valtal på kurdiska. Kizil blev sedan dömd till ett fängelsestraff i Turkiet, vilket vänsterpartister i Borlänge krävde att den svenska regeringen skulle förhindra. Klubben har också uppmärksammats för att aktivt stödja politiska kandidater. Inför valet till Europaparlamentet ställde sig Dalkurd bakom den socialdemokratiska kandidaten Evin Cetin från Södertälje. Föreningens dåvarande sportchef Elvan Cicen motiverade stödet med att klubben inte bara handlar om idrott utan också om samhällsengagemang..
Ett uppmärksammat socialt projektet var välgörenhetsprojektet till stöd för jordbävningsoffren i den kurdiska staden Van, som arrangerades den 6 november 2011. På Skytteholms IP i Solna mötte Dalkurd ett lag bestående av TV-profiler och allsvenska stjärnor.

### Mot Superettan
Säsongen 2013 nådde Dalkurd kvalplats till Superettan, på målskillnad, efter vinst med 5–2 borta mot IFK Luleå i säsongens sista omgång då laget vände matchen och gjorde tre mål inom sju minuter. I det första kvalmötet den 6 november 2013 hemma mot IFK Värnamo vann Dalkurd med 1–0 på stopptid, men förlorade med 1–5 borta och därmed inget avancemang för Dalkurd den gången.
Säsongen 2015 kunde laget säkra en plats i Superettan med tre omgångar kvar, efter vinst borta mot Umeå FC med 2–0 den 10 oktober 2015. Dalkurd hade då 13 poängs marginal till tabelltvåan.
Kort efter Dalkurds avancemang till Superettan 2016 höll klubben ett extrainsatt årsmöte. Klubben beslutade att bilda ett aktiebolag. Anledningen var att kunna locka till sig externa investerare. I februari 2016 stod det klart att miljardären Kawa Junad köpt in sig i aktiebolaget. Kawa äger och är involverad i flera telekom- och mediebolag i Irak.

### FlygplanskraschenGermanwings Flight 9525
Dalkurd befann sig i Barcelona på ett träningsläger i en vecka och hade planerat att flyga tillbaka hem till Borlänge, på den första delsträckan från Barcelona till Düsseldorf skulle de flyga med Germanwings Flight 9525. När de ändrade sin planering till att istället flyga med tre andra flygplan tillbaka hem via Düsseldorf undvek Dalkurd flygplanskatastrofen den 24 mars 2015, där 150 personer omkom när Germanwings flygplan kraschade in i en bergvägg i de franska alperna. Anledningen till fotbollslagets ändring i planeringen var att väntetiden i Düsseldorf skulle bli för lång och därför avstod de från att flyga med just det planet.

### Mot Allsvenskan
Dalkurd inledde debutsäsongen i Superettan 2016 med förlust borta mot Assyriska FF med 1–2 den 3 april, med Diego Montiel som lagets premiärmålskytt. Laget kom att bli den bästa nykomlingen någonsin sedan bildandet av Superettan, och slutade säsongen på en fjärdeplats med 53 ihopsamlade poäng, en poäng bakom kvalplats till Fotbollsallsvenskan 2017.
Inför säsongen 2017 var Dalkurd favorittippad att vinna Superettan; 65,6 procent röstade att laget skulle ta steget upp till Allsvenskan i upptaktsträffen. I den näst sista omgången kunde Dalkurd säkra platsen till Allsvenskan 2018 för första gången i klubbens historia när laget mötte GAIS den 28 oktober 2017. Inför 2 740 åskådare i Borlänge slutade matchen 1–0 till Dalkurd. Ledningsmålet kom från dåvarande mättfältaren och lagkaptenen Rawez Lawan. Därmed blev Dalkurd FF det 65:e laget som avancerade till Allsvenskan.

### Allsvenskan (2018)
Säsongen 2018 hade Dalkurd sämst publiksnitt någonsin i Allsvenskans historia – 1058 åskådare. Matchen mot BK Häcken bevittnades av 202 personer, den näst sämsta publiksiffran i Allsvenskans historia.
Dalkurd slutade näst sist och flyttades ned till Superettan 2019.

### 2019 och framåt
Säsongen 2019 hade Dalkurd sämst publiksnitt någonsin i Superettans historia – 168 åskådare. Dalkurd landade i mitten av tabellen, på åttonde plats, i Superettan 2019.
Säsongen 2020, då Covid-19-pandemin brutit ut, slutade Dalkurd på negativ kvalplats – som laget till slut förlorade mot Landskrona BoIS. I Ettan 2021 kunde laget dock avancera tillbaka till Superettan 2022, efter kvalvinst mot GAIS. Säsongen 2022 slutade emellertid Dalkurd sist i Superettan och flyttades ned till Ettan igen.
Säsongen 2023 slutade Dalkurd på tredje plats i Ettan. Klubben klarade inte den så kallade elitlicensen och laget tvingades därför till en nedflyttning till division 2 inför 2024. 
2024 spelade Dalkurd i Division 2 Norra Svealand och degraderades till division 3 efter att ha slutat sist i sin serie. I oktober 2024 beslutade Svenska fotbollförbundets tävlingskommitté att Dalkurd av ekonomiska skäl skulle tvångsnedflyttas ytterligare en division, det vill säga att Dalkurd skulle spela i division 4 2025. Upplands Fotbollförbund beslutade senare att utesluta klubben ur Division 4. I mars 2025 meddelade klubben att all verksamhet pausats och att man inte deltar i någon serieverksamhet under året.

## Tabellplaceringar
| Säsong | Division                     | Nivå | M  | V  | O  | F  | Mål (GM) – (IM) | +/-  | Poäng | Tabellplacering | Förändringar                                                                                                |
| ------ | ---------------------------- | ---- | -- | -- | -- | -- | --------------- | ---- | ----- | --------------- | --- |
| 2005   | Division 6 Dalarna Mellersta | 8    | 14 | 13 | 1  | 0  | 65–8            | +57  | 40    | 1               | Uppflyttad till Division 5.                                                                                 |
| 2006   | Division 5 Dalarna Södra     | 7    | 18 | 16 | 1  | 1  | 113–18          | +95  | 49    | 1               | Uppflyttad till Division 4.                                                                                 |
| 2007   | Division 4 Dalarna           | 6    | 22 | 19 | 2  | 1  | 126–24          | +102 | 59    | 1               | Uppflyttad till Division 3.                                                                                 |
| 2008   | Division 3 Södra Norrland    | 5    | 20 | 19 | 0  | 1  | 74–14           | +60  | 57    | 1               | Uppflyttad till Division 2.                                                                                 |
| 2009   | Division 2 Norra Svealand    | 4    | 22 | 17 | 4  | 1  | 68–27           | +41  | 55    | 1               | Uppflyttad till Division 1.                                                                                 |
| 2010   | Division 1 Norra             | 3    | 26 | 11 | 6  | 9  | 49–46           | +3   | 39    | 6               | |
| 2011   | Division 1 Norra             | 3    | 26 | 14 | 7  | 5  | 51–35           | +16  | 49    | 4               | |
| 2012   | Division 1 Norra             | 3    | 26 | 9  | 7  | 10 | 56–50           | +6   | 34    | 8               | |
| 2013   | Division 1 Norra             | 3    | 26 | 15 | 5  | 6  | 48–25           | +23  | 50    | 2               | Missar chansen att kvala till Superettan 2014, efter kvalförlust mot IFK Värnamo.                           |
| 2014   | Division 1 Norra             | 3    | 26 | 16 | 6  | 4  | 44–20           | +24  | 54    | 3               | |
| 2015   | Division 1 Norra             | 3    | 26 | 18 | 7  | 1  | 52–16           | +36  | 61    | 1               | Uppflyttad till Superettan 2016.                                                                            |
| 2016   | Superettan                   | 2    | 30 | 14 | 11 | 5  | 41–24           | +17  | 53    | 4               | |
| 2017   | Superettan                   | 2    | 30 | 17 | 7  | 6  | 57–26           | +31  | 58    | 2               | Uppflyttad till Fotbollsallsvenskan 2018. Dalkurd FF blir den 65:e klubben i Allsvenskan.                   |
| 2018   | Allsvenskan                  | 1    | 30 | 6  | 6  | 18 | 30–57           | -27  | 24    | 15              | Nedflyttad till Superettan 2019. Första degradering för Dalkurd FF i ett seriesystem sedan grundandet 2004. |
| 2019   | Superettan                   | 2    | 30 | 13 | 5  | 12 | 43–47           | -4   | 44    | 8               | |
| 2020   | Superettan                   | 2    | 30 | 6  | 11 | 13 | 33–42           | -9   | 24    | 14              | Nedflyttad till Ettan 2021 efter kvalförlust mot Landskrona BoIS.                                           |
| 2021   | Ettan Norra                  | 3    | 30 | 18 | 8  | 4  | 66–40           | +26  | 62    | 2               | Uppflyttad till Superettan 2022 efter kvalvinst mot GAIS.                                                   |
| 2022   | Superettan                   | 2    | 30 | 8  | 5  | 17 | 37–55           | -18  | 29    | 16              | Nedflyttad till Ettan 2023.                                                                                 |
| 2023   | Ettan Norra                  | 3    | 30 | 16 | 5  | 9  | 43–29           | +12  | 53    | 3               | Tvångsnedflyttad till Division 2.                                                                           |
| 2024   | Division 2 Norra Svealand    | 4    | 26 | 4  | 5  | 17 | 32–68           | -36  | 17    | 14              | Nedflyttad till Division 3 och tvångsnedflyttad till Division 4.                                            |

| Uppflyttning |
| Nedflyttning |

## Tränare
- Elvan Cicen (2006)
- Tomas Blomberg (2007–2008)
- Bernhard Brčić (2009)
- Lasse Ericsson (2010)
- Anders Sjöö (2010–2011)
- Johan Sandahl (2011)
- Jonas Björkgren (2012)
- Robert Mambo Mumba (2013)
- Andreas Brännström (2014–2015)
- Poya Asbaghi (2016–2017)
- Andreas Brännström (2017)
- Azrudin Valentić (2018)
- Johan Sandahl (2018)
- Paul Olausson (2019–2020)
- Mesut Meral (2021)
- Azubuike Oliseh (2021)
- Yasin Aras (2021–2022)
- Dalibor Savić (2022)
- Amir Azrafshan (2022–2023)
- George Kalyun (2024–)

## Publiksnitt
Tidigare säsonger har Dalkurd haft följande genomsnittliga publiksiffror:
| Säsong | Publiksnitt       | Serie                        |
| ------ | ----------------- | ---------------------------- |
| 2005   | Inte tillgängligt | Division 6 Dalarna Mellersta |
| 2006   | Inte tillgängligt | Division 5 Dalarna Södra     |
| 2007   | Inte tillgängligt | Division 4 Dalarna           |
| 2008   | 179               | Division 3 Södra Norrland    |
| 2009   | 456               | Division 2 Norra Svealand    |
| 2010   | 298               | Division 1 Norra             |
| 2011   | 315               | Division 1 Norra             |
| 2012   | 365               | Division 1 Norra             |
| 2013   | 282               | Division 1 Norra             |
| 2014   | 466               | Division 1 Norra             |
| 2015   | 475               | Division 1 Norra             |
| 2016   | 1 119             | Superettan                   |
| 2017   | 1 332             | Superettan                   |
| 2018   | 1 079             | Allsvenskan                  |
| 2019   | 202               | Superettan                   |
| 2020   | Inte tillgängligt | Superettan                   |
| 2021   | Inte tillgängligt | Division 1 Norra             |

## Övrigt
Största seger 12–0 mot Torsångs IF den 16 juni 2006
Största förlust 0–5 mot BK Häcken den 27 oktober 2018